# Kamienica przy ulicy Piłsudskiego 9 w Krakowie
Kamienica przy ulicy Józefa Piłsudskiego 9 – zabytkowa, czynszowa kamienica, znajdująca się w Krakowie, w dzielnicy I przy ulicy Marszałka Józefa Piłsudskiego, na Nowym Świecie.

## Historia
Kamienica została zbudowana w latach 1903–1906 według projektu architekta Beniamina Torbego. W 2016 przeszła remont konserwatorski.

## Architektura
Kamienica ma trzy kondygnacje. Fasada posiada secesyjny wystrój. W jej środkowej części znajduje się pseudoryzalit o szerokości czterech osi. W drzwiach wejściowych oraz w oknach klatki schodowej znajdują się witraże wykonane w 1914 roku przez Krakowski Zakład Witrażów S.G. Żeleński, sygnowane przez projektanta literami „ZP” (prawdopodobnie Zbigniew Pronaszko).

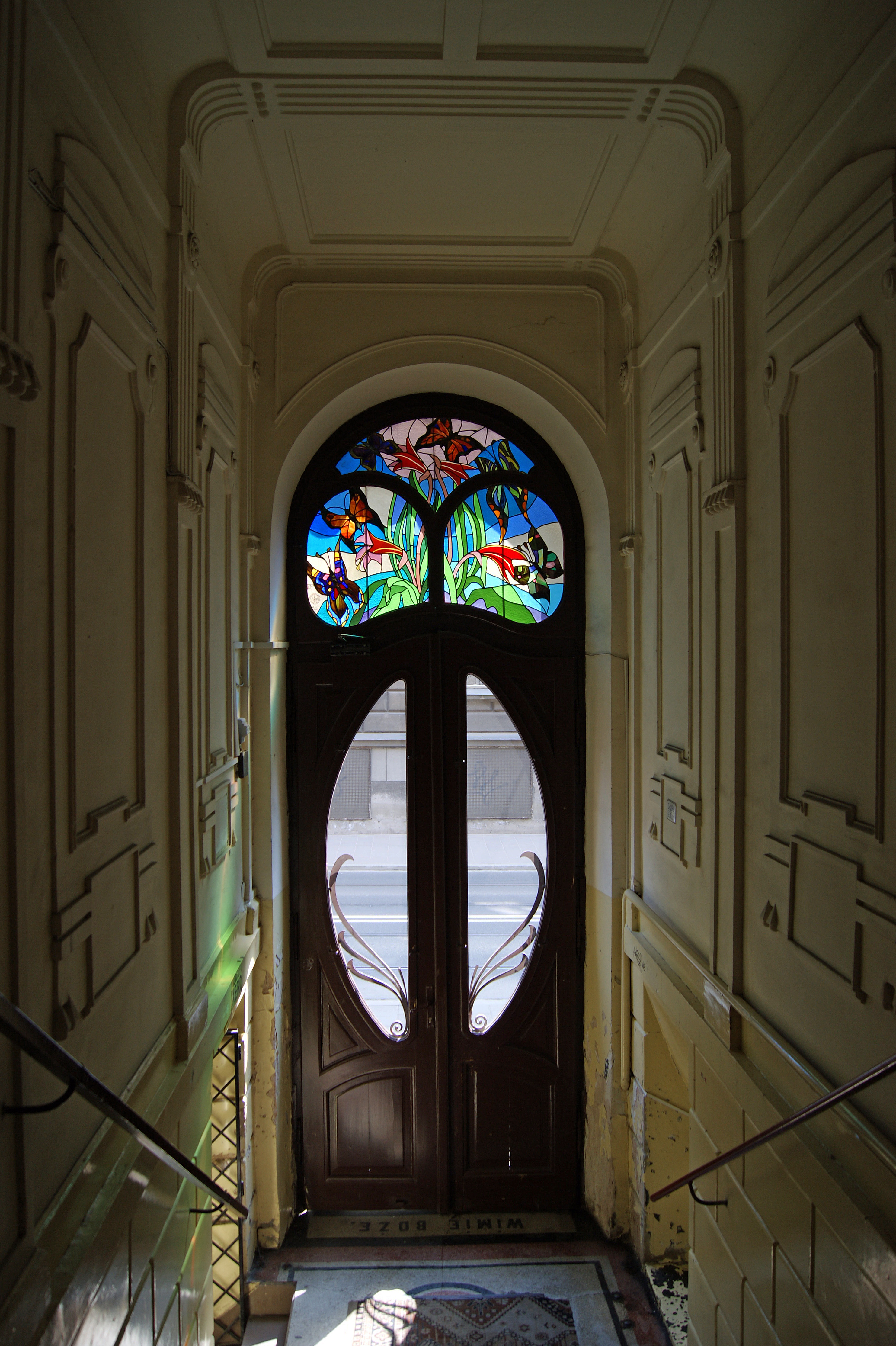
Drzwi wejściowe
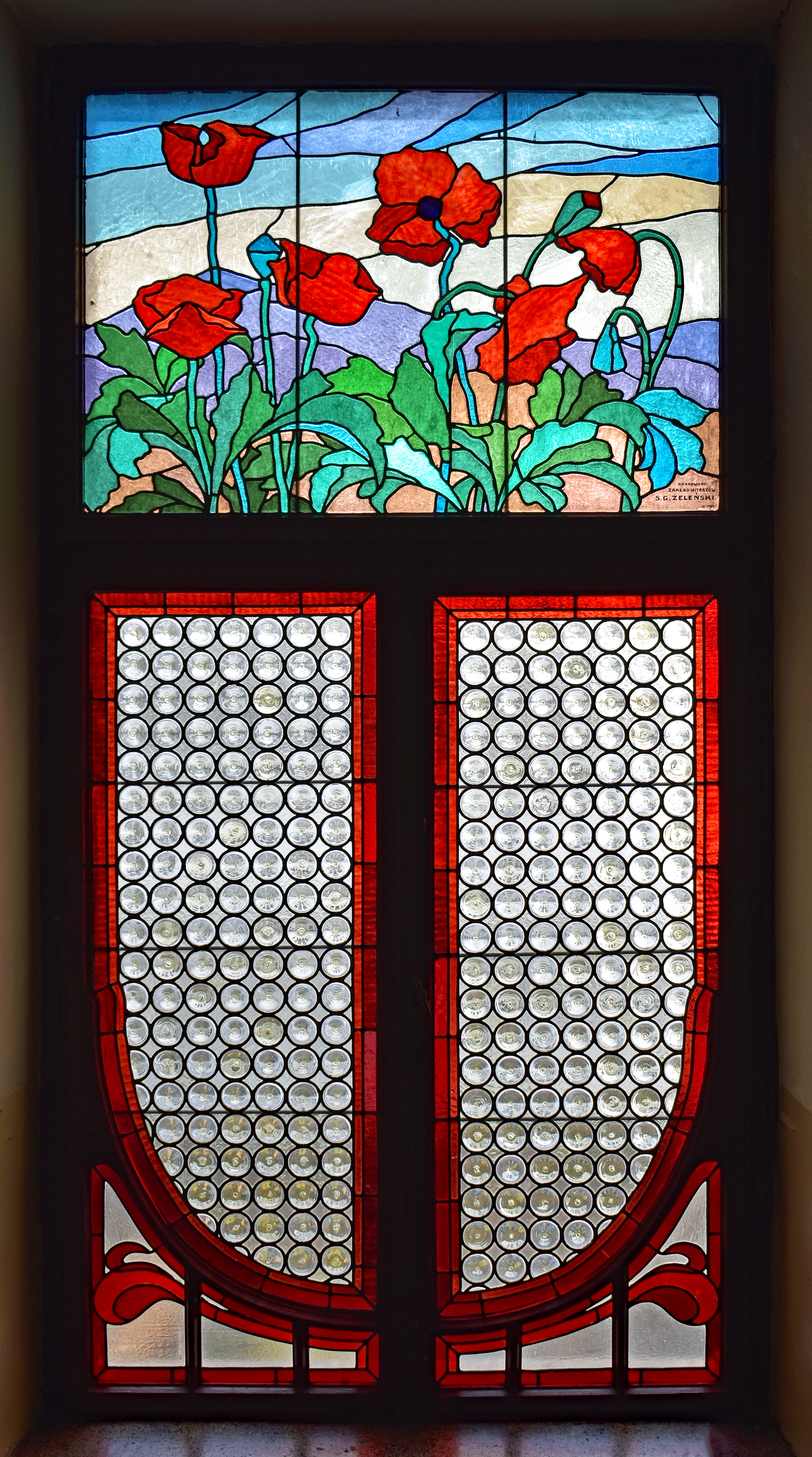
Okno na półpiętrze.
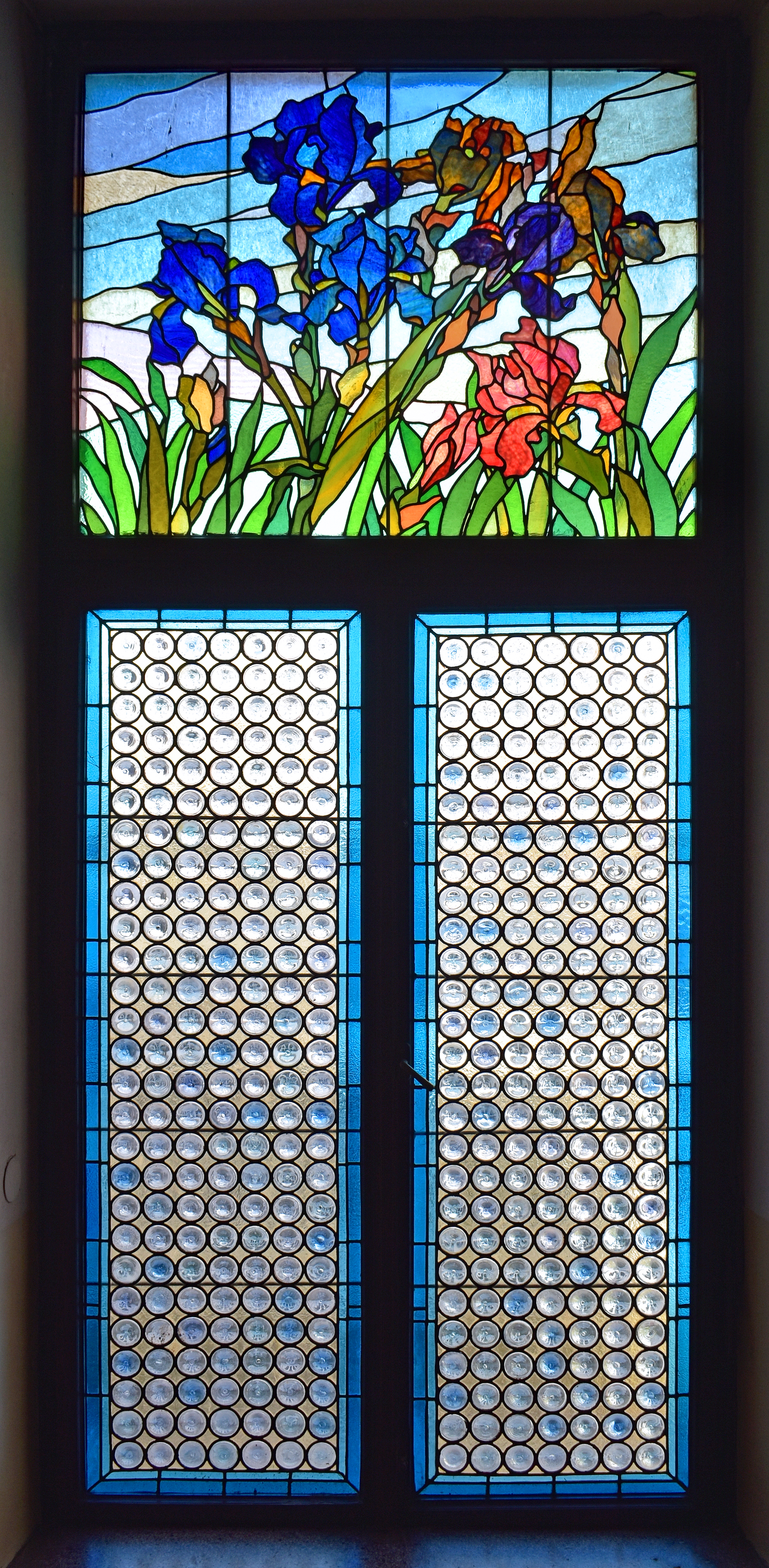
Okno na drugim półpiętrze.